# 謝姆基夫卡
49°52′53″N 35°39′6″E / 49.88139°N 35.65167°E
塞姆基夫卡（烏克蘭語：Семківка）是位於烏克蘭東部的村莊，由哈爾科夫州博霍杜希夫區的瓦爾基市鎮負責管轄。該村始建於1820年，面積1平方公里，海拔高度188米，2001年人口14，人口密度每平方公里14人。